# Amédée-Pierre Bovier-Lapierre
Amédée-Pierre Bovier-Lapierre est un homme politique français né le 27 mars 1837 à Grenoble (Isère) et décédé le 25 décembre 1899 à Montferrat (Isère).
Avocat à Grenoble, il est conseiller général du canton de Pont-de-Beauvoisin de 1871 à 1899. Il est député de l'Isère de 1881 à 1899, inscrit au groupe de la Gauche Radicale, qu'il préside à la fin de sa carrière. Il est président de la commission du Travail de 1893 à 1899. Il est le père d’Édouard Bovier-Lapierre, député de l'Isère.

## Sources
- « Amédée-Pierre Bovier-Lapierre », dans Adolphe Robert et Gaston Cougny, Dictionnaire des parlementaires français, Edgar Bourloton, 1889-1891 [détail de l’édition]